# Śluza Bartoszowice
Śluza Bartoszowice – śluza wodna komorowa, zlokalizowana na rzece Odra. Śluza położona jest we Wrocławiu, osiedle Bartoszowice. Stanowi ona jeden z elementów stopnia wodnego nazywanego – Stopniem Wodnym Bartoszowice. Śluza została wybudowana w roku 1914, w ramach inwestycji z zakresu hydrotechniki polegającej na budowie nowej drogi wodnej przeprowadzonej przez miasto w ramach Wrocławskiego Węzła Wodnego, tzw. Wrocławskiego Szlaku Głównego (Północnego).
Śluza zlokalizowana jest na Kanale Żeglugowym. Lewy brzeg stanowi grobla rozdzielająca Kanał Żeglugowy od Kanału Powodziowego, na którym położony jest Jaz Bartoszowice, regulujący razem z Jazem Opatowice, poziom wody górnej dla śluzy. Na koronie tej grobli przebiega Ulica Folwarczna. Połączenie z Bartoszowicami zapewnia Most Bartoszowicki przerzucony nad Kanałem Powodziowym. Prawy brzeg natomiast to teren osiedla Swojczyce – Popiele. Poniżej śluzy, a przed Śluzą Zacisze przy kanale zlokalizowane są obiekty związane z żeglugą, m.in.: Przeładownia przy ulicy Betonowej, Port Przeładunkowy Paliw Płynnych, Wrocławska Stocznia Rzeczna.
Śluza ma wymiary: długość – 187,7 m, szerokość 9,6 m, głębokość na progu dolnym 3,0 m. Śluza spełnia wymagania Europejskiej klasyfikacji śródlądowych dróg wodnych żeglownych, według EKG ONZ – 1992 r. dla III klasy dróg wodnych żeglownych, natomiast dla Polskiej klasyfikacji śródlądowych dróg wodnych, spełnia wymagania stawiane IV klasie dróg wodnych. Poprzednia śluza na szklaku wodnym: Śluzy Janowice I i II, odległość 8,70 km; następna: Śluza Zacisze, odległość 4,50 km. Śluza wyposażona jest w zamknięcia w postaci wrót stalowych, dwuskrzydłowych, oraz w dodatkowe wrota przeciwpowodziowe (wybudowane w 2006 roku).

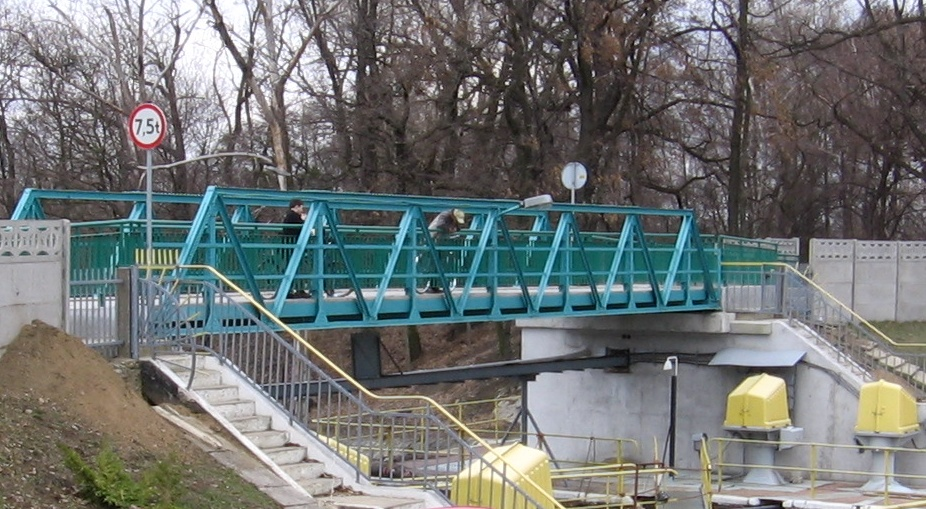
Most nad śluzą Bartoszowice

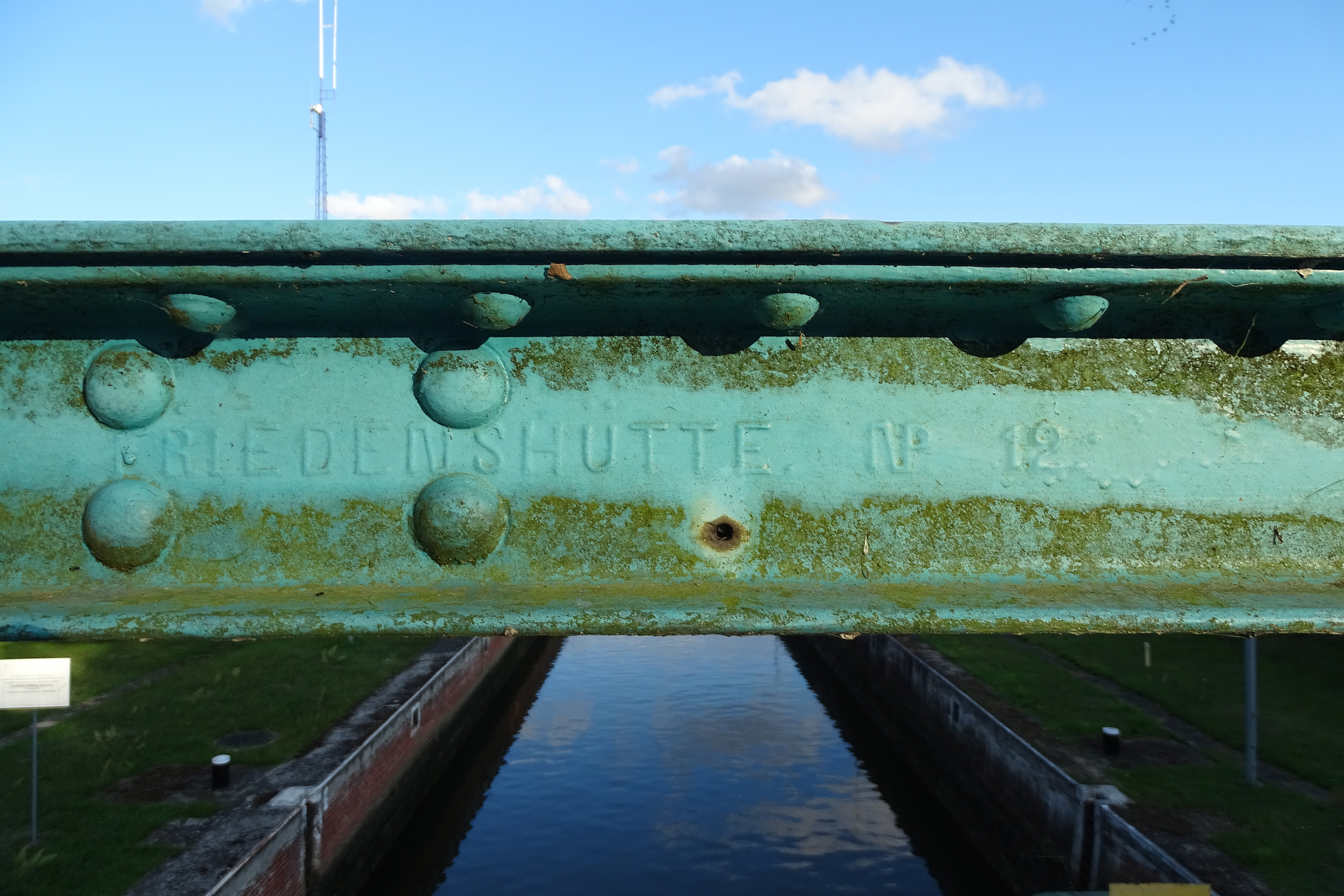
Napis Friedenshütte (Huta Pokój w Rudzie Śląskiej) na elemencie mostu nad śluzą Bartoszowice.

Obiektem towarzyszącym na śluzie jest odbudowany w 2004 roku zabytkowy most (kładka) stalowy nad głową dolną śluzy (most ten pierwotnie był na śluzie Lipki w Lipkach).